# Liste der Baudenkmäler in Soest (Außenbereich)
Die Liste der Baudenkmäler in Soest (Außenbereich) enthält die denkmalgeschützten Bauwerke auf dem Gebiet der Stadt Soest im Kreis Soest in Nordrhein-Westfalen (Stand: 1. November 2019). Diese Baudenkmäler sind in der Denkmalliste der Stadt Soest eingetragen; Grundlage für die Aufnahme ist das Denkmalschutzgesetz Nordrhein-Westfalen (DSchG NRW).

## Liste
| Bild                                  | Bezeichnung                           | Lage                                                       | Beschreibung | Bauzeit                                  | Eingetragen seit | Denkmal- nummer |
| ------------------------------------- | ------------------------------------- | ---------------------------------------------------------- | --- | ---------------------------------------- | ---------------- | --------------- |
| Wohnhaus                              | Wohnhaus                              | Soest Dasselwall 37 Karte                                  | |                                          | 18.07.1985       | 35              |
| Wohnhaus                              | Wohnhaus                              | Soest Westenhellweg 13 Karte                               | |                                          | 18.07.1985       | 37              |
| Schule                                | Schule                                | Soest Niederbergheimer Straße 40 Karte                     | |                                          | 25.09.1985       | 99              |
|                                       |                                       | Soest Westenhellweg 5 Karte                                | |                                          | 25.09.1985       | 129             |
| Wohnhaus                              | Wohnhaus                              | Soest Ardeyweg 10 Karte                                    | |                                          | 10.02.1988       | 571             |
| Wohnhaus                              | Wohnhaus                              | Soest Dasselwall 39 Karte                                  | |                                          | 21.11.1988       | 584             |
| Wohnhaus                              | Wohnhaus                              | Soest Freiligrathwall 30 Karte                             | |                                          | 21.11.1988       | 585             |
| ehemalige Befestigungsanlage          | ehemalige Befestigungsanlage          | Soest Immermannwall Karte                                  | |                                          | 23.01.1989       | 589             |
| ehemalige Befestigungsanlage          | ehemalige Befestigungsanlage          | Soest Brunowall Karte                                      | |                                          | 23.01.1989       | 590             |
| ehemalige Befestigungsanlage          | ehemalige Befestigungsanlage          | Soest Brunowall Karte                                      | |                                          | 23.01.1989       | 591             |
| ehemalige Befestigungsanlage          | ehemalige Befestigungsanlage          | Soest Brunowall Karte                                      | |                                          | 23.01.1989       | 592             |
| BW                                    | ehemalige Befestigungsanlage          | Soest Wallanlage der Stadt Soest Karte                     | |                                          | 23.01.1989       | 593             |
| Wohnhaus                              | Wohnhaus                              | Soest Westenhellweg 20 Karte                               | |                                          | 09.12.1991       | 596             |
| Wohnhaus                              | Wohnhaus                              | Soest Westenhellweg 22 Karte                               | |                                          | 09.12.1991       | 597             |
| Wohnhaus                              | Wohnhaus                              | Soest Westenhellweg 24 Karte                               | |                                          | 09.12.1991       | 598             |
| weitere Bilder                        | Ehemalige Kleinbahngaststätte         | Soest Am Bahnhof 10a Karte                                 | Die Gaststätte und Café diente ursprünglich als Wartemöglichkeit für den ehemaligen Kleinbahnhof. Das nierenförmige Gebäude ist typisch für die Bauweise der 1950er Jahre. Der geschwungene Bau ist mit einem weit vorkragenden Flachdach gedeckt und wird durch ein umlaufendes Fensterband belichtet. Von der Ausstattung der Bauzeit sind Farbfenster, Gitter und Bodenbeläge erhalten. Seit 2007 ist die Gaststätte in das City-Center integriert. | 1956                                     | 09.12.1991       | 599             |
| Wohnhaus und Stallteil                | Wohnhaus und Stallteil                | Soest Ardeyweg 6 Karte                                     | | spätes 19. Jh.                           | 02.09.1992       | 601             |
| Wohn- und Geschäftshaus               | Wohn- und Geschäftshaus               | Soest Westenhellweg 30 Karte                               | | 1897                                     | 27.01.1992       | 603             |
| weitere Bilder                        | Französische Kapelle                  | Soest Meiningser Weg 20 Karte                              | | ab 1938 (Gebäude) 1940 (Ausgestaltung)   | 03.02.1992       | 604             |
| Mühlengebäude                         | Mühlengebäude                         | Soest Hammer Weg 37 Karte                                  | | 16. Jh.                                  | 04.09.1992       | 605             |
| Wohnhaus                              | Wohnhaus                              | Soest Westenhellweg 26 Karte                               | | 1900                                     | 23.08.1993       | 606             |
| weitere Bilder                        | Colonel-BEM-Adam-Kaserne              | Soest Meiningser Weg 20 Karte                              | Die zwei- oder dreigeschossigen Gebäude mit Schieferdächern sind verputzt und mit Eckquadern versehen. Die Gewände bestehen aus Grünsandstein. Am zweiten Gebäudeblock steht ein prägnanter Turm, der Mittelweg der Anlage ist leicht gekrümmt. Im Block 3 befand sich während des Zweiten Weltkrieges ein Lager für gefangene französische Offiziere (Oflag VI-A). Hier befindet sich auch die durch diese während der Kriegszeit gestaltete Französische Kapelle. | 1938–1940                                | 11.09.1995       | 611             |
| ehemaliges Offiziersheim              | ehemaliges Offiziersheim              | Soest Wisbyring 13 Karte                                   | | 1937                                     | 11.09.1995       | 612             |
| ehemalige Bleidornkaserne             | ehemalige Bleidornkaserne             | Soest, z. T. Gemarkung Hiddingsen Hiddingser Weg 125 Karte | | 1935                                     | 06.12.1995       | 613             |
| Wohnhaus                              | Wohnhaus                              | Soest Schwemeckerweg 34 Karte                              | | 1929                                     | 15.11.1996       | 617             |
| Wohnhaus                              | Wohnhaus                              | Soest Hammer Weg 5 Karte                                   | |                                          | 15.11.1996       | 620             |
| Bildungsstätte (Archigymnasium)       | Bildungsstätte (Archigymnasium)       | Soest Niederbergheimer Straße 9 Karte                      | | 1875                                     | 15.11.1996       | 622             |
| Bildungs- und Forschungsstätte        | Bildungs- und Forschungsstätte        | Soest Niederbergheimer Straße 24 Karte                     | | 1892                                     | 15.11.1996       | 623             |
| Wohnhaus                              | Wohnhaus                              | Soest Pagenstraße 41 Karte                                 | Bruno Paul baute das außerhalb des Stadtringes gelegene Haus für den Fabrikanten Otto Jahn. Der rechteckige Klinkerbau ist mit einem sehr flachen Walmdach gedeckt, er steht auf einem sehr großen Grundstück. Die Horizontale ist durch zweifarbige, plastische Backsteinbänder betont. Die bauzeitliche Ausstattung und auch Möbel sind teilweise erhalten. Bemerkenswert ist im Innenraum, die Verwendung verschiedener exotischer Furnierhölzer. Das Nussbaumrelief am Kamin ist eine Arbeit von Wilhelm Wulff, die Ofenplatte ist mit 1930 bezeichnet. | 1929/1930                                | 15.11.1996       | 624             |
| Wohnhaus                              | Wohnhaus                              | Soest Westenhellweg 11 Karte                               | |                                          | 15.11.1996       | 625             |
| Wohnhaus                              | Wohnhaus                              | Soest Westenhellweg 16 Karte                               | |                                          | 15.11.1996       | 626             |
| BW                                    | Friedhof (Osthofenfriedhof)           | Soest Nottebohmweg Karte                                   | |                                          | 15.11.1996       | 627             |
| ehemaliges Belgisches Militärhospital | ehemaliges Belgisches Militärhospital | Soest Brüggering 7 / 7a / 7b / 9 / 9a / 9b Karte           | | 1929                                     | 15.05.2000       | 631             |
|                                       |                                       | Soest Ardeyweg 25 Karte                                    | |                                          | 25.04.2007       | 637             |
|                                       |                                       | Soest Werler Landstraße 44 Karte                           | | um 1910                                  | 08.02.2017       | 638             |
| weitere Bilder                        | Villa Plange                          | Soest Sigefridwall 20 Karte                                | Das ehemalige Wohnhaus Plange wird als Kreisarchiv genutzt, es steht auf dem baumbestandenen Gelände der ehemaligen Mühlenwerke Plange. Der zweigeschossige, verklinkerte Bau ist mit sehr flachen Walmdächern gedeckt, die Planung und Bauausführung, einschließlich der Einrichtung, oblag dem Büro Bruno Paul. Ein Prinzip bei der Bauausführung- und Planung war „eine moralische Verpflichtung gegenüber der Gesellschaft – Stadtplanung, Architektur und Industrie sollten deren gesellschaftspolitisches Pflichtgebot erfüllen“. Weite Dachüberstände prägen das Gebäude sowie die Loggia. Fenstergruppen, Dreieckskörper und ein Balkonvorbau gliedern den Bau. Der Name des Bauherrn Georg Plange ist in verschachteltem Schriftzug über dem Eingang zu lesen. Georg Plange ließ das Haus für seinen Geschäftsführer Wilhelm Plange errichten. Von der bauzeitlichen Ausstattung sind erhalten: der Kamin, Wandschränke, der Treppenaufgang, sowie einige Möbelstücke. Bruno Paul entwarf auch die Möbel, sie sind Teil des Denkmals. Hergestellt wurden sie in den Deutschen Werkstätten in Hellerau. | 1926/27                                  | 17.05.2013       | 685             |
| Altes Freibad                         | Altes Freibad                         | Soest Feldmühlenweg 57 Karte                               | | Kern 1927                                | 24.06.2013       | 686             |
|                                       |                                       | Soest Niederbergheimer Straße 9b Karte                     | | Kern 1907 / 08, Erweiterung 1935 u. 1951 | 05.03.2014       | 687             |
| Heilig-Kreuz-Kirche                   | Heilig-Kreuz-Kirche                   | Soest Paradieser Weg 60 Karte                              | Gradlinige Hallenkirche auf einem rechteckigen Grundriss in Nord-Südausrichtung, solitär stehender Glockenturm. | 1965 / 1966                              | 09.03.2015       | 688             |
|                                       |                                       | Soest Westenhellweg 9 Karte                                | | kurz vor 1900                            | 26.04.2017       | 693             |
|                                       |                                       | Soest Pagenstraße 1 Karte                                  | |                                          | 12.12.2018       | 702             |

Die Angaben zu Bauzeit und Eintragung in dieser Liste entstammen, wenn nicht anders angegeben, der für diesen Eintrag angeforderten Version der Denkmalliste vom November 2019.